# Ема Марија Волронд
Ема Марија Волронд (енгл. Emma Maria Walrond; рођена Еванс, 1859 - 10. октобар 1943) била је новозеландска сликарка пејзажа рођена у Енглеској. Најпознатија је по пејзажима Северног острва.

## Биографија
Рођена у Енглеској, Ема Марија Волронд била је ћерка Томаса Фишера Еванса. Дана 7. децембра 1881. године удала се за Новозеланђанина Роберта Бруса Волронда. Венчање је одржано у парохијској цркви Св. Мерилебон у Лондону, након чега су се преселили у Окланд. Пар је имао једног сина, Сесила.
Ема је своја дела почела да излаже 1880-их година, представљајући се најчешће као госпођа Е. М. Волронд. Њени мотиви су углавном били цветни и мртва природа, али је 1907. године почела да слика пејзаже Северног острва, по којима је остала најпрепознатљивија. Сликала је уљаним бојама и акварелом и њене слике су биле добро прихваћене од стране јавности. Нека њена дела уврштена су у сликарску колекцију Народне библиотеке Новог Зеланда.
Ема је преминула у Окланду 10. октобра 1943, и сахрањен је на гробљу Вејкмент (енгл. Waikumete).